# Euasteron monteithorum
Euasteron monteithorum là một loài nhện trong họ Zodariidae.
Loài này thuộc chi Euasteron. Euasteron monteithorum được Barbara C. Baehr miêu tả năm 2003.